# Храм Илии Пророка в Черкизове
Храм Илии Пророка (Воздвижения Креста Господня) в Черкизове — православный храм Воскресенского благочиния Московской городской епархии.
Храм расположен в районе Преображенское, Восточного административного округа города Москвы. Главный престол освящён в честь праздника Воздвижения Креста Господня; приделы в честь пророка Илии, в честь святителя Алексия, митрополита Московского и всея России чудотворца.

## История

### Основание храма
История Ильинской церкви неразрывно связана с историей села Черкизово, в котором она была построена в XIV веке. Село получило своё название по его владельцу, царевичу Золотой Орды Серкизи, после крещения ставшему Иваном Серкизовым. Иван Серкизов владел селом недолго и затем продал его такому же выходцу из Золотой Орды Илье Озакову. Илья Озаков был крещёным татарином и весьма набожным человеком. Именно он выстроил в XIV веке в Черкизове церковь в честь своего небесного покровителя — Илии Пророка.
Ильинская церковь была расположена в живописном месте на берегу речки Сосенки. Сосенка — правый приток Хапиловки, исток её расположен в районе Гольянова, а длина всей речки почти 9 км. В настоящее время основная часть русла Сосенки заключена в трубу. Черкизовский пруд, на берегу которого по-прежнему возвышается Ильинская церковь, является одним из немногих мест, напоминающих о том, где речка ранее текла по поверхности. Сама же река течёт в коллекторе вдоль восточного берега пруда.
Вместе с братом Сергеем Илья Озаков входил в число приближённых слуг святителя Алексия, митрополита Московского, правившего с 1354 по 1378 годы. Митрополиту Алексию пришлось по душе живописное место, и он купил в 1378 году у Ильи «сельцо Черкизово на своё серебрецо», как сказано в его духовной грамоте, то есть на келейные деньги, и по завещанию оставил московской митрополии, во владение Чудову митрополичьему монастырю в Кремле. Позже эту куплю закрепил жалованной грамотой князь Василий Тёмный (1425—1462). Неслучайно в переписных книгах XVII века село Черкизово называют «чудотворца Алексия вотчиной». Впоследствии он сделал храм летней резиденцией московских патриархов. Со временем, особенно при святителе Иннокентии (Вениаминове), резиденция росла и отстраивалась.

### Каменная церковь
В 1689—1690 годах на месте сгоревшего деревянного храма была построена каменная церковь. Небольшой одноглавый храм выдержан в старорусском стиле.
Храм был освящён 18 июня 1690 года, в нём уже был придел Святителя Алексия, трапезная и звонница. В XIX веке Ильинская церковь два раза перестраивалась. После первой перестройки 1821—1825 годов храм на некоторое время стал пятиглавым. Более серьёзная реконструкция была проведена в конце XIX века по инициативе настоятеля храма отца Павла и церковного старосты купца Александра Зеленяева, которые писали в обращении к епархиальным властям: «Храм Святого Пророка Божия Илии что в селе Черкизове не соответствует довольно значительному количеству прихожан…». План реконструкции церкви и строительства новой колокольни по проекту архитектора Егорова был утвержден в 1888 году. После окончания работ в конце 1890-х годов храм был заново освящён.
Ильинская церковь окружена кладбищем, которое является самым древним кладбищем в Москве. Это один из редких отечественных исторических некрополей, который не был разорён в советское время. В 1861 году здесь был похоронен знаменитый московский юродивый Иван Корейша, которого долгое время почитали как святого. О его популярности свидетельствует тот факт, что образ Корейши запечатлен в произведениях Николая Лескова («Маленькая ошибка») и Фёдора Достоевского («Бесы»).

### Советский период
В годы Великой Отечественной войны верующие и духовенство храма собрали 1 миллион рублей на сооружение самолётов и отправили их И. В. Сталину. Сталин в ответ направил благодарственную телеграмму. И храм пережил все тяжелые годы правления советской власти. В середине XX века в храм свозились иконы из соседних церквей, подлежавших уничтожению. Настоятелем храма в то время был Павел Иванович Цветков.

### Храм Илии Пророка в Черкизове сегодня
30 декабря 2011 года настоятелем храма назначен Савва (Тутунов), ныне епископ Зеленоградский, заместитель управляющего делами Московской патриархии и руководитель контрольно-аналитической службы управления делами Московской патриархии, член Межсоборного присутствия Русской православной церкви.
Храм выступает учредителем сетевого издания «Информационно-просветительский портал „Приходы“» (prichod.ru). Главный редактор — Евгения Жуковская.

## Духовенство
- Настоятель храма архиепископ Савва (Тутунов).
- Протоиерей Георгий Чвилев
- Священник Андрей Силин
- Священник Роман Тарабрин
- Священник Тимофей Готяшвили
- Священник Алексей Котемака
- Протодиакон Александр Бахтин
- Диакон Олег Заломаев[5].

С 2003 по декабрь 2010 года настоятелем храма служил епископ Александр (Агриков), в будущем митрополит Брянский и Севский.
До революции:
- Андрей Никитин (ок. 1723—1800) — в 1790-е[6]
- Александр Прохоров Верин (ок. 1787—1826) — в 1820-е[7]
- Федор Иванов (1798-?) — с 1826[7]

## Черкизовское кладбище
Черкизовское кладбище — самое маленькое московское кладбище и одно из старейших кладбищ Москвы. Своё название Черкизовское кладбище получило от села Черкизово, рядом с которым в 1380 году и было образовано кладбище.
В 1960 году Черкизовское кладбище вошло в состав московских кладбищ в ведении ГУП «Ритуал». На Черкизовском кладбище с 1998 года ведется архив, в котором регистрируются все захоронения. На кладбище работает пункт проката инвентаря для ухода за могилами.
В настоящее время на Черкизовском кладбище производятся родственные захоронения.
Черкизовское кладбище открыто для посещений ежедневно с мая по сентябрь с 9 часов до 19 часов и с октября по апрель с 9 часов до 17 часов. Захоронения на Черкизовском кладбище производятся ежедневно с 9 часов до 17 часов.
На кладбище похоронены настоятели храма Николай Ильин (1877—1940), Алексей Глушаков (1923—1994), священники Павел Смирнов (1831—1903), Алексий Соколов (1880—1949), знаменитый московский юродивый Иван Корейша.
- Ильинский храм и окружающее его кладбище
- Ильинский храм